# Wysoke (rejon ochtyrski)
Wysoke (ukr. Високе) – wieś na Ukrainie, w rejonie ochtyrskim obwodu sumskiego. 
Założona w pierwszej połowie XVIII wieku. Wieś liczy 461 mieszkańców.